# Alberto Fernández de Rosa
Alberto Fernández de Rosa (31. října 1944, Buenos Aires, Argentina) je argentinský herec.
Hrál v několika argentinských filmech a televizních seriálech po dobu pěti let. V televizi Argentina se podílel na úspěchu hry La Familia Falcon. Byla to jedna z prvních argentinských telenovel, která se stala velmi populární a byla vysílána na kanálu 13 v průběhu let 1962–1969. V roce 1966 odcestoval do Španělska. Zde hrál ve španělském programu pro děti "The Piripichifláuticos". V roce 1969 se do Madridu vrátil a účinkoval v některých španělských televizních programech. Vrátil se do Argentiny v roce 1971 a hrál v televizních seriálech. V roce 1973 hrál ve Španělsku ve filmu "Don Quijote Rides Again".
Dosud jeho poslední herecká role byla v seriálu Violetta (2012), který má již 3 série. Hrál Antonia, majitele studia 21, později studia On beat. Tento seriál se vysílá na Disney channel.